# Julija Svyrydenková
Julija Anatolijivna Svyrydenková (ukrajinsky Юлія Анатоліївна Свириденко, Julija Anatolijivna Svyrydenko, * 25. prosince 1985 Černihiv) je ukrajinská politička, od července 2025 předsedkyně vlády Ukrajiny. Úřadu se ujala na žádost prezidenta Zelenského, který jí vyjádřil důvěru. V letech 2021–2025 byla první místopředsedkyní vlády a ministryní hospodářského rozvoje a obchodu Ukrajiny ve vládě Denyse Šmyhala. Do politiky vstoupila v roce 2015, kdy se stala poradkyní předsedy rady Černihivského rajónu.